# Luís Carlos Balbino Gambogi
Luís Carlos Balbino Gambogi (Elói Mendes, 18 de novembro de 1954) é um advogado e político brasileiro do estado de Minas Gerais.
Luís Gambogi foi deputado estadual constituinte de Minas Gerais na 11ª legislatura (1987-1991), pelo PFL.

Licenciou-se para ocupar o cargo de Secretário de Estado de Recursos Humanos e Administração, sendo substituído por Dirceu Pereira de Araújo no período de 17 de maio de 1988 a 3 de janeiro de 1989 e Lacyr Dias de Andrade de 4 de janeiro a 10 de abril de 1989. De 1991 a 1994, foi secretário adjunto da Secretaria de Estado do Trabalho e da Ação Social. Hoje é professor titular da Fumec e atua como Desembargador na 5ª Câmara Cível do Tribunal de Justiça de Minas Gerais, tendo sido eleito para preencher vaga referente ao quinto constitucional.